# John Cooper (hudebník)
John Landrum Cooper (* 7. dubna 1975, Memphis, Tennessee, USA) je americký zpěvák, hudebník a frontman rockové kapely Skillet. V roce 2018 založil společně se Sethem Morrisonem vedlejší kapelu Fight the Fury.

## Kariéra
Od roku 1989 až po rok 1995 působil v kapele Seraph. S kapelou vydali čtyři písničky, následně se rozpadli.
V roce 1996 založil s kytaristou Kenem Steortsem kapelu Skillet, název této kapely jim poradil jejich pastor. Skillet, česky pánvička, symbolizuje kolik hudebních stylů se v kapele objevuje. Brzy se ke kapele připojil bubeník Trey McClurkin. Následně podepsali smlouvu se společností ForeFront Records. 
Kene Steorts skupinu opustil v roce 1999 a McClurkin o rok později. Poté se začala formovat dlouhodobá formace kapely. Nejpodstatnější byl příchod Lori Petersonové a Bena Kasici. V roce 2008 Lori Petersonovou nahradila Jen Ledger a v roce 2011 Seth Morrison kytaristu Bena Kasicu.
V roce 2018 založil se Sethem Morrisonem druhou kapelu Fight the Fury.

## Osobní život
John Cooper pocházel z hudební rodiny. Jeho matka byla učitelkou klavíru a zpěvačkou v kostele, kam chodil. Zpívat začal již ve velmi mladém věku, na kytaru začal hrát přibližně v 18 letech a na basovou kytaru v 19 letech.
Je ženatý s kytaristkou Korey Cooper, ta rovněž působí v kapele. Mají spolu dvě děti.
Jeho oblíbenými baskytaristy jsou Chris Squire a Doug Pinnick.

## Diskografie

### Seraph
- Silence EP (1994)

### Skillet
- Skillet (1996)
- Hey You, I Love Your Soul (1998)
- Invincible (2000)
- Alien Youth (2001)
- Collide (2003)
- Comatose (2006)
- Awake (2009)
- Rise (2013)
- Unleashed (2016)
- Victorious (2019)
- Dominion (2022)
- Revolution (2024)

### Fight the Fury
- Still Breathing (2018)